# Liste der Kulturgüter in Kriens
Die Liste der Kulturgüter in Kriens enthält alle Objekte in der Gemeinde Kriens im Kanton Luzern, die gemäss der Haager Konvention zum Schutz von Kulturgut bei bewaffneten Konflikten, dem Bundesgesetz vom 20. Juni 2014 über den Schutz der Kulturgüter bei bewaffneten Konflikten sowie der Verordnung vom 29. Oktober 2014 über den Schutz der Kulturgüter bei bewaffneten Konflikten unter Schutz stehen.
Objekte der Kategorien A und B sind vollständig in der Liste enthalten, Objekte der Kategorie C fehlen zurzeit (Stand: 1. Januar 2023). Unter übrige Baudenkmäler sind zusätzliche Objekte zu finden, die im kantonalen Denkmalverzeichnis verzeichnet und nicht bereits in der Liste der Kulturgüter enthalten sind.

## Kulturgüter
| Foto |                                                                              | Objekt                                                         | Kat. | Typ | Standort                               | Beschreibung |
| ---- | ---------------------------------------------------------------------------- | -------------------------------------------------------------- | ---- | --- | -------------------------------------- | ------------ |
| ja   | Datei hochladen · Wikidata zu Wallfahrtskirche Unsere Liebe Frau (Q18029373) | Wallfahrtskirche Unsere Liebe Frau mit Kaplanei KGS-Nr.: 03713 | A    | G   | Hergiswald 1.1 660610 / 208278         |              |
| ja   | Datei hochladen · Wikidata zu Hergiswaldbrücke (Q29522193)                   | Hergiswaldbrücke KGS-Nr.: 11621                                | A    | G   | Hergiswaldstrasse 661060 / 208470      |              |
| ja   | Datei hochladen · Wikidata zu Schloss Schauensee (Q1662690)                  | Schloss Schauensee mit Pförtnerhaus KGS-Nr.: 03714             | B    | G   | Schloss Schauensee 118 664060 / 208829 |              |
| ja   | Datei hochladen · Wikidata zu Stampfeli (Q29785606)                          | Stampfeli KGS-Nr.: 10105                                       | B    | G   | Rengglochstrasse 2 662037 / 209609     |              |

## Übrige Baudenkmäler
| ID   | Foto |                                                                              | Objekt                          | Typ | Standort                                                | Beschreibung |
| ---- | ---- | ---------------------------------------------------------------------------- | ------------------------------- | --- | ------------------------------------------------------- | ------------ |
| 1b   | ja   | Datei hochladen · Wikidata zu Pfarrkirche St. Gallus und Othmar (Q120752615) | Pfarrkirche St. Gallus (Altäre) | K   | Kirchrainweg 5.3 663890 / 209437                        |              |
| 2    | ja   | Datei hochladen                                                              | Pfrundhaus St. Gallus           | G   | Kirchrainweg 3 663854 / 209436                          |              |
| 38   | ja   | Datei hochladen                                                              | Villa Breiten (Amtsgericht)     | G   | Villastrasse 1 663941 / 209838                          |              |
| 177f | ja   | Datei hochladen                                                              | Hochkamin der Firma Lachapelle  | G   | Pulvermühleweg 663233 / 209624                          |              |
| 226  | BW   | Datei hochladen                                                              | Altes Bauernhaus                | G   | Unter-Ey 660946 / 208695                                |              |
| 442  | ja   | Datei hochladen                                                              | Haus Alte Post am Dorfplatz     | G   | Luzernerstrasse 5 663825 / 209543                       |              |
| 494  | ja   | Datei hochladen · Wikidata zu Sonnenbergbahn (Q1331253)                      | Sonnenbergbahn                  | X   | Waldheimstrasse 11.3 / Sonnenberg 258.2 663700 / 209899 |              |
| 517  | ja   | Datei hochladen                                                              | Villa Aurora (Amtsgericht)      | G   | Obergrundstrasse 121 665353 / 210067                    |              |
| 545  | ja   | Datei hochladen                                                              | Gemeindehaus                    | G   | Schachenstrasse 13 663896 / 209669                      |              |
| 1346 | BW   | Datei hochladen                                                              | Einfamilienhaus                 | G   | Sonnenweg 6 663909 / 209996                             |              |

Legende: Siehe Legende der Liste der Kulturgüter von nationaler und regionaler Bedeutung. Anstelle der KGS-Nummer wird als Objekt-Identifikator (ID) die Gebäudenummer im kantonalen Denkmalverzeichnis verwendet.